# Alexander Bunge
Alexander Georg von Bunge (ros. Александр Андреевич Фон Бунге, ur. 6 października 1803, zm. 18 lipca 1890) – niemiecki botanik, profesor Uniwersytetu w Tartu, uczestnik i kierownik wielu wypraw badawczych do północnej Azji i na Syberię.
Urodził się jako syn farmaceuty Andreasa Bunge. Brat Alexandra, Friedrich Georg von Bunge, był historykiem prawa i prawnikiem. Z dwóch synów Alexandra Gustav był fizjologiem niemieckim, Alexander (1851–1930), niemieckim zoologiem.
Na jego cześć nazwano marsjański krater Bunge.